# Turtle Lake, Wisconsin
Turtle Lake är en ort i Barron County i delstaten Wisconsin, USA.